# Heteropoda squamacea
Heteropoda squamacea este o specie de păianjeni din genul Heteropoda, familia Sparassidae, descrisă de Wang, 1990. Conform Catalogue of Life specia Heteropoda squamacea nu are subspecii cunoscute.